# 情報番組一覧
日本のテレビ番組一覧 > 情報番組一覧
情報番組一覧（じょうほうばんぐみいちらん）は、情報番組に分類されるテレビラジオ番組の一覧である。ワイドショー番組については、『ワイドショー一覧』を参照。

## 番組一覧
現在放送中の番組は太字で示す。

### あ行
- あさイチ（NHK）
- 朝だ!生です旅サラダ（朝日放送テレビ）
- 朝いち!!やじうま（テレビ朝日）
- あさがけウォッチ!（TBSテレビ）
- 朝だ!どうなる?（フジテレビ）
- あさチャン!（TBSテレビ）
- アサデス。（九州朝日放送）
- あさ天5（日本テレビ）
- 朝のホットライン（TBSテレビ）
- 朝は楽しく!スマイルサプリメント（テレビ東京）
- 朝はビタミン!（テレビ東京）
- 朝まるJUST（千葉テレビ）
- あさやん!（毎日放送）
- @サプリッ!（日本テレビ）
- あなたにオンタイム（TBSテレビ）
- アナ☆パラ（日本テレビ）
- ありがとッ!（テレビ神奈川）
- あん!（毎日放送）
- アンテナホット7（フジテレビ）
- 石川さん情報Live リフレッシュ（石川テレビ）
- イチオシ!!（北海道テレビ）
- 1230アッと!!ハマランチョ（テレビ神奈川）
- いちばん!（TBSテレビ）
- いちばん!エクスプレス（TBSテレビ）
- イッポウ（CBCテレビ）
- イブニングプレス donna（日本テレビ）
- EVENING JAPAN（JFN）
- イマナマ!（中国放送）
- ウォッチ!（TBSテレビ）
- ウォッ!チャ（フジテレビ）
- ウォッチン!みやぎ（東北放送）
- エクスプレス（TBSテレビ）
- Nスタ（TBSテレビ）
- F-CUBE（関西テレビ）
- F2（フジテレビ）
- F2-X（フジテレビ）
- F2スマイル（フジテレビ）
- エンタ!見たもん勝ち（フジテレビ）
- 美味しんぼ倶楽部（フジテレビ）
- Oh!エルくらぶ（テレビ朝日）
- 王様のブランチ（TBSテレビ）
- OH!バンデス（ミヤギテレビ）
- お元気ですか日本列島（NHK）
- お天気クジラ（TBSテレビ）
- おはよう朝日です・おはよう朝日土曜日です（朝日放送テレビ）
- おはようコールABC（朝日放送テレビ）
- おはよう700（TBSテレビ）
- おはよう720（TBSテレビ）
- おはようクジラ（TBSテレビ）
- おはよう!グッデイ（TBSテレビ）
- おはようテレビ朝日（テレビ朝日）
- おはよう!ナイスディ（フジテレビ）
- おめざめ天気予報（フジテレビ）
- オルトレ・イ・チンクワンタ（フジテレビ）

### か行
- キャッチ!（中京テレビ）
- 今日感テレビ（RKB毎日放送）
- きょう発プラス!（TBSテレビ）
- キン☆ボシ Happy Hour（FM OSAKA）
- グッドモーニングジャパン（フジテレビ）
- 恋するアミパラ（テレビ朝日）
- ごくらく生テレビ（日本テレビ）
- 午後は○○おもいッきりテレビ（日本テレビ）
- ごごたま（テレビ埼玉）
- こたえてちょーだい!（フジテレビ）
- これが問題!土曜8時（よみうりテレビ）

### さ行
- THE WEEK（フジテレビ）
- THE WAVE（TBSテレビ）
- さきどり!Navi（日本テレビ）
- THE・サンデー（日本テレビ）
- THE・サンデーNEXT（日本テレビ）
- THE TIME,（TBSテレビ）
- サタデープラス（毎日放送）
- サタモニ!（毎日放送）
- サタ☆スポ（FM OSAKA）
- ザ・フレッシュ!（TBSテレビ）
- 3時ヨこい!（フジテレビ）
- サンデージャポン（TBSテレビ）
- 知っとこ!（毎日放送）
- ジャスト（TBSテレビ）
- 情報ドラマチック もくげき!（TBSテレビ）
- 情報プレゼンターとくダネ!（フジテレビ）
- 情報レシピ ニジ☆ゴジ（テレビ西日本）
- CBCニュース通り（CBCテレビ）
- 汐留スタイル!（日本テレビ）
- ZIP!（日本テレビ）
- ジパングあさ6（日本テレビ）
- 情熱企業　～知恵の創造者たち～（テレビ新広島）
- スタイルプラス（東海テレビ）
- ズームイン!!朝!（日本テレビ）
- ズームイン!!SUPER（日本テレビ）
- ズームイン!!サタデー（日本テレビ）
- Skyrocket company（TOKYO FM）
- すてきな出逢い いい朝8時（毎日放送）
- スパスパ人間学!（TBSテレビ）
- スペースJ（TBSテレビ）
- SmaSTATION（テレビ朝日）
- せやねん!（毎日放送）
- そこが知りたい（TBSテレビ）

### た行
- ちちんぷいぷい（毎日放送）
- 追跡（日本テレビ）
- 痛快!エブリデイ（関西テレビ）
- TVクルーズ となりのパパイヤ（フジテレビ）
- テレビ宣言（広島テレビ）
- DOサタデー（関西テレビ）
- どうーなってるの?!（フジテレビ）
- トークシャワー（フジテレビ）
- どさんこワイド（札幌テレビ）
- 突撃!ナマイキTV（東日本放送）
- 土曜一番!花やしき（フジテレビ）
- 土曜大好き!830（関西テレビ）
- 土曜ぴーぷる（関西テレビ）

### な行
- なるトモ!（読売テレビ）
- にじいろジーン（関西テレビ）
- 2時っチャオ!（TBSテレビ）
- 2時ドキッ!（関西テレビ）
- 2時ピタッ!（TBSテレビ）
- 2時ワクッ!（関西テレビ）
- news every.（日本テレビ）
- news23（TBSテレビ）
- 猫のひたいほどワイド(テレビ神奈川)

### は行
- ハイ!土曜日です（関西テレビ）
- はなまるマーケット（TBSテレビ）
- はぴひる!（TBSテレビ）
- ハピふる! （フジテレビ）
- ぴーかんテレビ（東海テレビ）
- ぴーかんバディ!（TBSテレビ）
- ヒルナンデス!（日本テレビ）
- ビッグモーニング（TBSテレビ）
- ベストタイム（TBSテレビ）
- ポップUP!（フジテレビ）
- PON!（日本テレビ）

### ま行
- 情報番組 マチコミ（テレビ埼玉）
- （特）情報とってもインサイト（TBSテレビ）
- ミックスパイください（CBCテレビ）
- 峰竜太のホンの昼メシ前（日本テレビ）
- みのもんたの朝ズバッ!（TBSテレビ）
- みみよりライブ 5up!（広島ホームテレビ）
- 見ればなっとく!（TBSテレビ）
- ムーブ!（朝日放送）
- 女神のちからこぶ（テレビ朝日）
- めざにゅ～（フジテレビ）
- めざビズ（フジテレビ）
- めざまし新聞（フジテレビ）
- めざまし新聞for BIZ（フジテレビ）
- めざましテレビ（フジテレビ）
- めざましテレビ週末号（フジテレビ）
- めざまし天気（フジテレビ）
- めざましどようび（フジテレビ）
- メディア見たもん勝ち!ゼルマ（フジテレビ）
- めんたいワイド（福岡放送）
- モーニングLIVE（フジテレビ）
- ももち浜ストア（テレビ西日本）

### や行
- やじうまワイド（テレビ朝日）
- やじうまプラス（テレビ朝日）
- 屋台の目ぇ（毎日放送）
- ユーガッタ!CBC（中部日本放送）
- 宵待5（毎日放送）

### ら行
- ラヴィット!（TBSテレビ）
- ラジ朝@モーニング（テレビ朝日）
- ラジかる!!（日本テレビ）
- ラジかるッ（日本テレビ）
- ラ・ラ☆Kiss（テレビ朝日）
- リアルタイム（毎日放送）
- ルンルンあさ6生情報（日本テレビ）
- レディス4（テレビ東京）

### わ行
- わいど!ABC（朝日放送）
- ワイドABCDE〜す（朝日放送）
- わかってちょーだい!（フジテレビ）
- ONE MORNING（TOKYO FM）